# Liboš
Liboš är en ort i Tjeckien.   Den ligger i regionen Olomouc, i den östra delen av landet, 210 km öster om huvudstaden Prag. Liboš ligger 224 meter över havet och antalet invånare är 579.
Terrängen runt Liboš är platt åt sydväst, men åt nordost är den kuperad.Runt Liboš är det tätbefolkat, med 257 invånare per kvadratkilometer. Närmaste större samhälle är Olomouc, 10,8 km söder om Liboš. Trakten runt Liboš består till största delen av jordbruksmark.